# Coupe du monde de ski alpin 1977-1978
La coupe du monde de ski alpin 1977-1978 commence le 7 décembre 1977 avec la descente femmes de Val-d'Isère et se termine le 18 mars 1978 avec le géant hommes d’Arosa.
Les hommes disputent 22 épreuves : 8 descentes, 7 géants et 7 slaloms.
Les femmes disputent 22 épreuves : 7 descentes, 8 géants et 7 slaloms.
Les championnats du monde sont disputés à Garmisch du 29 janvier au 5 février 1978.

## Tableau d'honneur
| Discipline | Hommes           | Femmes                |
| Général    | Ingemar Stenmark | Hanni Wenzel          |
| Descente   | Franz Klammer    | Annemarie Moser-Pröll |
| Géant      | Ingemar Stenmark | Lise-Marie Morerod    |
| Slalom     | Ingemar Stenmark | Hanni Wenzel          |

Ingemar Stenmark est invaincu en début de saison en géant et en slalom (6 succès) et totalise dès le 9 janvier le maximum de 150 points (règle des 3 meilleurs résultats).
Avènement de Phil Mahre et Andreas Wenzel, qui terminent sur le podium du classement général.
Franz Klammer ne remporte que 2 descentes (Val-d'Isère et Laax, soit la première et la dernière de la saison) et s'impose difficilement au classement de la spécialité aux dépens de Josef Walcher et Herbert Plank.
Hanni Wenzel offre au Liechtenstein sa première coupe du monde de ski.
Hanni Wenzel remporte 3 géants et 3 slaloms, fait ainsi le plein de points dans les disciplines techniques et marque en outre 4 précieux points en descente.
Grâce à 3 victoires consécutives en slalom (Maribor et Berchtesgaden I et II) en 4 jours, en janvier juste avant les championnats du monde, la skieuse du Liechtenstein fait un pas décisif vers le globe de cristal.
Annemarie Moser-Pröll échoue à seulement 7 points d'Hanni Wenzel et peut regretter sa disqualification dans le géant de Val-d'Isère (deuxième avec une combinaison non conforme).
Lise-Marie Morerod, la tenante du titre, est moins régulière qu'en 1977.
Sa carrière subira un grave coup d'arrêt en juillet avec un accident de la circulation, qui la plonge 3 semaines dans le coma. Victime de multiples fractures et d'un traumatisme cérébral, elle restera 6 mois à l'hôpital et ne reprendra la compétition qu'en 1980 sans toutefois parvenir à retrouver son meilleur niveau et à se qualifier pour les Jeux Olympiques de Lake Placid.

## Coupe du monde Hommes

### Résultats
| Date                                                             | Lieu                      | Discipline  | Vainqueur                 |
| 10 décembre 1977                                                 | Val-d'Isère               | Géant       | Ingemar Stenmark          |
| 11 décembre 1977                                                 | Val-d'Isère               | Descente    | Franz Klammer             |
| 13 décembre 1977                                                 | Madonna di Campiglio      | Slalom      | Ingemar Stenmark          |
| 14 décembre 1977                                                 | Madonna di Campiglio      | Géant       | Ingemar Stenmark          |
| 18 décembre 1977                                                 | Val Gardena               | Descente    | Herbert Plank             |
| 22 décembre 1977                                                 | Cortina d'Ampezzo         | Descente    | Herbert Plank             |
| 5 janvier 1978                                                   | Oberstaufen               | Slalom      | Ingemar Stenmark          |
| 8 janvier 1978                                                   | Zwiesel                   | Géant       | Ingemar Stenmark          |
| 9 janvier 1978                                                   | Zwiesel                   | Slalom      | Ingemar Stenmark          |
| 15 janvier 1978                                                  | Wengen                    | Slalom      | Klaus Heidegger           |
| 17 janvier 1978                                                  | Adelboden                 | Géant       | Andreas Wenzel            |
| 20 janvier 1978                                                  | Kitzbühel                 | Descente I  | Josef Walcher             |
| 21 janvier 1978                                                  | Kitzbühel                 | Descente II | Josef Walcher Sepp Ferstl |
| 22 janvier 1978                                                  | Kitzbühel                 | Slalom      | Klaus Heidegger           |
| Championnats du monde à Garmisch du 29 janvier au 5 février 1978 |                           |             |                           |
| 11 février 1978                                                  | Chamonix Arlberg-Kandahar | Descente    | Ken Read                  |
| 11 février 1978                                                  | Chamonix Arlberg-Kandahar | Slalom      | Phil Mahre                |
| 3 mars 1978                                                      | Stratton Mountain         | Géant       | Phil Mahre                |
| 4 mars 1978                                                      | Stratton Mountain         | Slalom      | Steve Mahre               |
| 6 mars 1978                                                      | Waterville Valley         | Géant       | Andreas Wenzel            |
| 10 mars 1978                                                     | Laax                      | Descente I  | Ulrich Spiess             |
| 11 mars 1978                                                     | Laax                      | Descente II | Franz Klammer             |
| 18 mars 1978                                                     | Arosa                     | Géant       | Ingemar Stenmark          |

### Classements

#### Classement général
| Rang | Nom                         | Points |
| 1    | Ingemar Stenmark            | 150    |
| 2    | Phil Mahre                  | 116    |
| 3    | Andreas Wenzel              | 100    |
| 4    | Klaus Heidegger             | 95     |
| 5    | Franz Klammer Herbert Plank | 70     |
| 7    | Josef Walcher               | 65     |
| 8    | Heini Hemmi Piero Gros      | 60     |
| 10   | Mauro Bernardi              | 54     |

#### Descente
| Rang | Nom           | Points |
| 1    | Franz Klammer | 96     |
| 2    | Josef Walcher | 74     |
| 3    | Herbert Plank | 73     |
| 4    | Ken Read      | 56     |
| 5    | Sepp Ferstl   | 49     |

#### Géant
| Rang | Nom               | Points |
| 1    | Ingemar Stenmark  | 120    |
| 2    | Andreas Wenzel    | 100    |
| 3    | Phil Mahre        | 84     |
| 4    | Heini Hemmi       | 82     |
| 5    | Jean-Luc Fournier | 32     |

#### Slalom
| Rang | Nom                             | Points |
| 1    | Ingemar Stenmark                | 115    |
| 2    | Klaus Heidegger                 | 90     |
| 3    | Phil Mahre                      | 66     |
| 4    | Piero Gros                      | 47     |
| 5    | Mauro Bernardi Peter Popangelov | 43     |

## Coupe du monde Femmes

### Résultats
| Date                                                             | Lieu                           | Discipline  | Vainqueur             |
| 7 décembre 1977                                                  | Val-d'Isère                    | Descente    | Marie-Theres Nadig    |
| 8 décembre 1977                                                  | Val-d'Isère                    | Géant       | Lise-Marie Morerod    |
| 10 décembre 1977                                                 | Cervinia                       | Slalom      | Perrine Pelen         |
| 15 décembre 1977                                                 | Madonna di Campiglio           | Géant       | Hanni Wenzel          |
| 6 janvier 1978                                                   | Pfronten                       | Descente I  | Annemarie Moser-Pröll |
| 7 janvier 1978                                                   | Pfronten                       | Descente II | Annemarie Moser-Pröll |
| 9 janvier 1978                                                   | Les Mosses                     | Géant I     | Lise-Marie Morerod    |
| 10 janvier 1978                                                  | Les Mosses                     | Géant II    | Hanni Wenzel          |
| 13 janvier 1978                                                  | Les Diablerets                 | Descente    | Annemarie Moser-Pröll |
| 18 janvier 1978                                                  | Bad Gastein                    | Descente    | Evi Mittermaier       |
| 19 janvier 1978                                                  | Bad Gastein                    | Slalom      | Lise-Marie Morerod    |
| 22 janvier 1978                                                  | Maribor                        | Slalom      | Hanni Wenzel          |
| 24 janvier 1978                                                  | Berchtesgaden                  | Slalom I    | Hanni Wenzel          |
| 25 janvier 1978                                                  | Berchtesgaden                  | Slalom II   | Hanni Wenzel          |
| Championnats du monde à Garmisch du 29 janvier au 5 février 1978 |                                |             |                       |
| 8 février 1978                                                   | Saint-Gervais Arlberg-Kandahar | Slalom      | Perrine Pelen         |
| 9 février 1978                                                   | Megève Arlberg-Kandahar        | Géant       | Lise-Marie Morerod    |
| 2 mars 1978                                                      | Stratton Mountain              | Géant       | Hanni Wenzel          |
| 5 mars 1978                                                      | Stratton Mountain              | Slalom      | Perrine Pelen         |
| 7 mars 1978                                                      | Waterville Valley              | Géant       | Lise-Marie Morerod    |
| 11 mars 1978                                                     | Bad Kleinkirchheim             | Descente I  | Annemarie Moser-Pröll |
| 12 mars 1978                                                     | Bad Kleinkirchheim             | Descente II | Annemarie Moser-Pröll |
| 17 mars 1978                                                     | Arosa                          | Géant       | Annemarie Moser-Pröll |

### Classements

#### Classement général
| Rang | Nom                   | Points |
| 1    | Hanni Wenzel          | 154    |
| 2    | Annemarie Moser-Pröll | 147    |
| 3    | Lise-Marie Morerod    | 135    |
| 4    | Fabienne Serrat       | 105    |
| 5    | Cindy Nelson          | 97     |
| 6    | Perrine Pelen         | 96     |
| 7    | Maria Epple           | 94     |
| 8    | Monika Kaserer        | 76     |
| 9    | Lea Sölkner           | 70     |
| 10   | Marie-Theres Nadig    | 63     |

#### Descente
| Rang | Nom                   | Points |
| 1    | Annemarie Moser-Pröll | 125    |
| 2    | Cindy Nelson          | 91     |
| 3    | Marie-Theres Nadig    | 78     |
| 4    | Evi Mittermaier       | 74     |
| 5    | Doris De Agostini     | 51     |

#### Géant
| Rang | Nom                                   | Points |
| 1    | Lise-Marie Morerod                    | 115    |
| 2    | Hanni Wenzel                          | 106    |
| 3    | Maria Epple                           | 77     |
| 4    | Monika Kaserer                        | 62     |
| 5    | Annemarie Moser-Pröll Fabienne Serrat | 60     |

#### Slalom
| Rang | Nom                | Points |
| 1    | Hanni Wenzel       | 110    |
| 2    | Perrine Pelen      | 105    |
| 3    | Fabienne Serrat    | 78     |
| 4    | Lise-Marie Morerod | 71     |
| 5    | Lea Sölkner        | 65     |